# STX2
STX2‏ (Syntaxin 2) هوَ بروتين يُشَفر بواسطة جين STX2 في الإنسان.

## الوظيفة
ينتمي ناتج هذا الجين إلى عائلة بروتينات السنتاكسين/الإبيمورفين. تُعدّ السنتاكسينات عائلة بروتينية كبيرة تُشارك في استهداف حويصلات النقل داخل الخلايا واندماجها. يُنظّم ناتج هذا الجين التفاعلات الظهارية-الميزانشيمية، وتكوين الخلايا الظهارية وتنشيطها. وقد حُدّدت مُتغيّرات نسخية مُتّصلة بشكل مُتبادل تُشفّر أشكالًا مُتماثلة مُختلفة. عندما يكون الطرف الأميني على السطح السيتوبلازمي، يعمل كـ t-SNARE، مُشاركًا في التحام الحويصلات داخل الخلايا، ويُسمّى سينتاكسين-2. عندما يُقلب من الداخل إلى الخارج، أي أن الطرف الأميني يتدلى على السطح خارج الخلوي (بواسطة مسار إفراز غير تقليدي)، يعمل كمورفوجين مُتعدّد الاستخدامات، ويُسمّى إبيمورفين. يتمتع هذا البروتين الغشائي بخيارين من البدائل الطوبولوجية، إذ يستهدف السطح القمي أو القاعدي الجانبي للخلية الظهارية بطريقة منظمة، وذلك وفقًا لسياقات مختلفة. وعند التعبير عنه بواسطة الخلايا المتوسطة، يمكنه توجيه عملية تكوين الخلايا الظهارية عند واجهاتها المتوسطة.

## التفاعل
لقد ثبت أن STX2 يتفاعل مع SNAP-25 وSNAP23 وSTXBP1 وبروتين ربط Syntaxin 3.